# Karang Anyar (Aek Kuo)
Karang Anyar is een bestuurslaag in het regentschap Labuhan Batu Utara van de provincie Noord-Sumatra, Indonesië. Karang Anyar telt 748 inwoners (volkstelling 2010).